# Sainte-Catherine (Puy-de-Dôme)
Sainte-Catherine is een gemeente in het Franse departement Puy-de-Dôme (regio Auvergne-Rhône-Alpes) en telt 59 inwoners (2009). De plaats maakt deel uit van het arrondissement Ambert.

## Geografie
De oppervlakte van Sainte-Catherine bedraagt 5,5 km², de bevolkingsdichtheid is dus 10,7 inwoners per km².
De onderstaande kaart toont de ligging van Sainte-Catherine (Puy-de-Dôme) met de belangrijkste infrastructuur en aangrenzende gemeenten.

## Demografie
Onderstaande figuur toont het verloop van het inwonertal (bron: INSEE-tellingen).